# Brookhaveni Nemzeti Laboratórium
A Brookhaveni Nemzeti Laboratórium (Brookhaven National Laboratory, BNL) Long Islanden található az Amerikai Egyesült Államok New York államában. Több mint 3000 tudós, mérnök, technikus és kiszolgáló személyzet dolgozik itt, valamint 4000 látogatót fogad minden évben. Az intézetben történt felfedezésekért 5 fizikai Nobel-díjat osztottak ki és egy kémiait.

## Gyorsítói
Már nem működő gyorsítók:
- Cosmotron – protonok gyorsítására használt szinkrotron (1952–1966)

Jelenleg is működő gyorsítók:
- relativisztikus nehézion ütköztető (Relativistic Heavy Ion Collider, RHIC, ejtsd: rik), amelyet a kvark-gluon plazma kutatására terveztek,
- két szinkrotron és két ciklotron, amely kórházak számára szolgáltat radioaktív anyagokat.

## Kutatási területe
- mag- és részecskefizika,
- strukturális biológia.

## Nobel-díjaka BNL-ben
A 2003-asat kivéve mind fizikai Nobel-díj.
- 1957: paritássértés
- 1976: J-részecske, c-kvark
- 1980: CP-szimmetriasértés
- 1988: müon-neutrínó felfedezése, kétneutrínó-kísérlet
- 2002: kozmikus neutrínók felfedezése
- 2003 a sejtek kémiája, kémiai Nobel-díj

## Magyar részvétel a RHIC kísérleteiben
2003. január 31-én együttműködési nyilatkozat rögzítette a következő három magyar intézmény csatlakozását a RHIC gyorsító PHENIX kísérletéhez:
- A Debreceni Egyetem Kísérleti Fizika Tanszék
- Az Eötvös Loránd Tudományegyetem Atomfizikai Tanszéke
- A KFKI Részecske- és Magfizikai Kutató Intézete

2019 óta az Eötvös Loránd Tudományegyetem Atomfizikai Tanszéke tagja a RHIC STAR kísérletének is.

## Egyéb megjegyzések
Az 1990-es években a közvéleményt erősen foglalkoztatta az, hogy egy nem publikált baleset folyamán a laboratóriumból a környezetbe trícium jutott.